# Danse serpentine (film 1897)
Danse serpentine è un cortometraggio del 1897 diretto da Louis Lumière e da Leopoldo Fregoli.

## Trama
Una donna danzante con il suo costume crea con le maniche una forma alata, spesso avvolgendo il suo corpo. 
Grazie all’intervento di post-produzione, realizzato colorando direttamente sulla pellicola, il vestito cambia colore durante il cortometraggio.

## Produzione
Leopoldo Fregoli acquistò una macchina che lui stesso chiamò Fregoligraph, il film fu girato a Roma alla fine del 1897, epoca in cui Leopoldo incontrò i Lumière.

## Proiezione
- 26 dicembre 1897 a Lione (Francia) (Lione repubblicano, 26 dicembre 1897).
- 10 aprile 1898 a Napoli (Italia) (Corriere di Napoli, 10 aprile 1898).